# 星华站
星华站是一个沪昆铁路上的铁路车站，位于上海市松江区星华村，建于1979年，目前为五等站，邮政编码为201604。目前该站已关闭。
1. ↑  铁道部电子计算技术中心, 铁道部运输局. . 北京: 中国铁道出版社. 1998: 65. ISBN 9787113030995.